# Dubiaranea mediocris
Dubiaranea mediocris là một loài nhện trong họ Linyphiidae. Loài này được phát hiện ở Peru.